# Karyasari (Cikedal)
Karyasari is een bestuurslaag in het regentschap Pandeglang van de provincie Banten, Indonesië. Karyasari telt 3856 inwoners (volkstelling 2010).